# Valtra

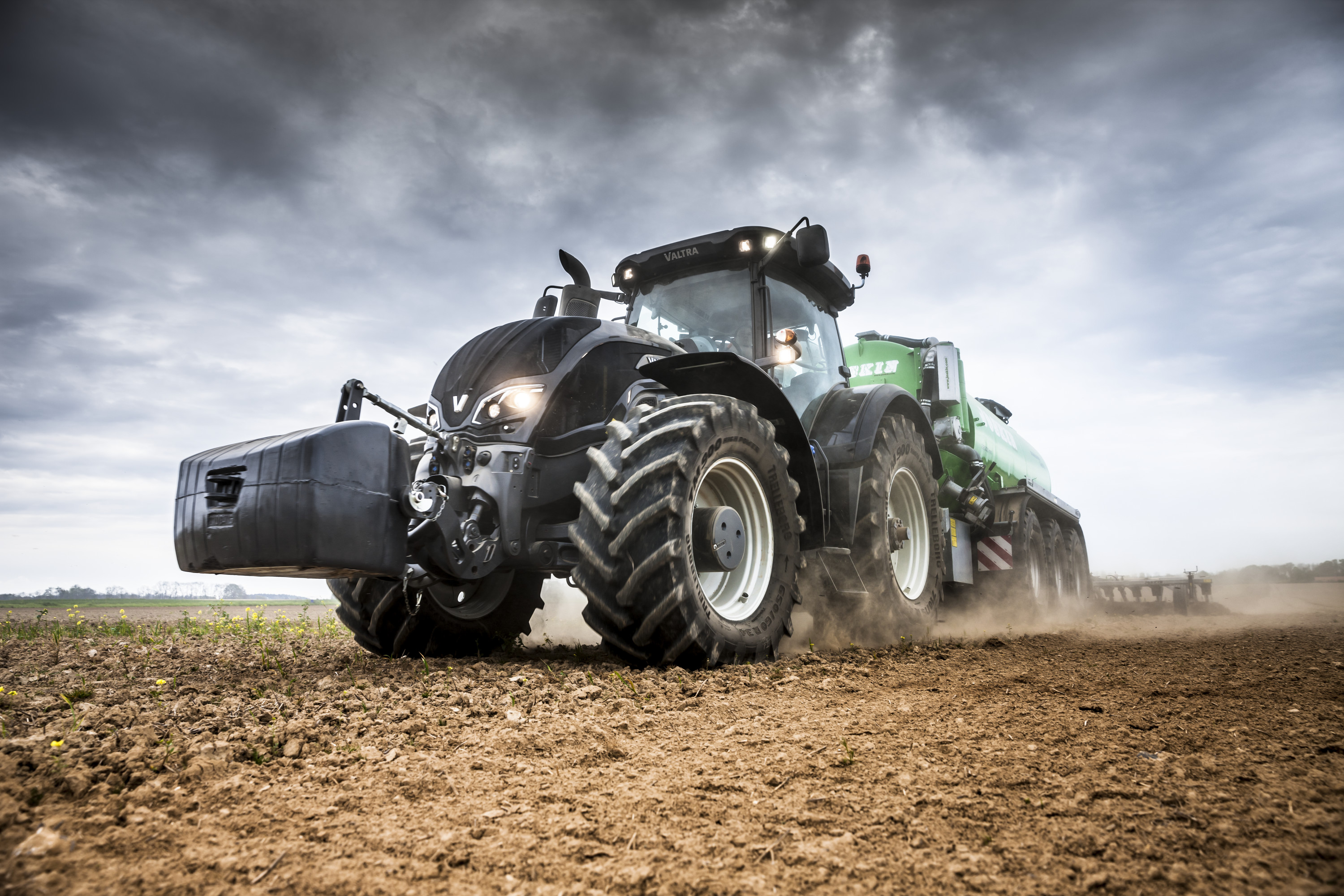
Valtra seria S

Valtra – fiński producent (oraz marka) ciągników rolniczych, wchodzący w skład AGCO.

## Historia
Korzenie Valtry i Volvo sięgają Eskilstuna Mekaniska Werkstad, przedsiębiorstwa założonego przez Theofrona Munktella w 1832 r.
Początki marki Valtra mają związek z działalnością takich producentów jak Valmet, Bolinder, Munktell oraz Volvo. W 1950 r. firma Bolinder-Munktell połączyła się z Volvo, dając początek BM Volvo. W 1979 r. BM Volvo oraz Valmet utworzyły joint venture zorientowaną na produkcję ciągników markowanych „Volvo BM Valmet”. Z czasem nazwa została skrócona do „Valmet” po tym, jak Volvo sprzedał swoje udziały firmie Valmet. W 2001 r. Partek nabył Valmet, po czym nazwa produkowanych ciągników została zmieniona na „Valtra-Valmet”. Po pewnym czasie oficjalnie zaczęto używać skróconej nazwy „Valtra”. W 2002 r. Partek został przejęty przez Kone Corporation, a marka Valtra została wystawiona na sprzedaż. Podmiotem, który wykazał zainteresowanie transakcją był AGCO – amerykański producent maszyn rolniczych z siedzibą w stanie Georgia. Przejął on w 2004 fińskiego producenta ciągników rolniczych, wraz z prawem do używania marki Valtra.
Valtra posiada swoje fabryki w Suolahti w Finlandii i Mogi das Cruzes w Brazylii. Jednocześnie mocno zaznacza swoją obecność w tych krajach. W 1998 podpisała z Charkowską Fabryką Traktorów list intencyjny w sprawie kooperacji przy produkcji na Ukrainie ciągników rolniczych markowanych nazwą „Valtra”. W 2003 turecka firma Hattat Company rozpoczęła montaż ciągników opartych na licencji ciągników Valtra serii A.
Modele ciągników marki Valtra:
- Valtra seria F (75-105 KM)
- Valtra seria A (75-130 KM)
- Valtra seria G (105-135KM)
- Valtra seria N (135-201 KM)
- Valtra seria T (155-271 KM)
- Valtra seria Q (230-305 KM)
- Valtra seria S (290-405 KM)

Ponadto różne inne modele są produkowane na rynek brazylijski.